# Be My Lady
『Be My Lady』（ビー・マイ・レディ）は、スターダストレビュー17枚目のシングル。1989年7月25日に発売された。

## 収録曲
全曲編曲：三谷泰弘
1. Be My Lady
作詞：竜真知子、作曲：根本要
メニコン「ソフトMA」イメージ・ソング
2. Jail House R&R
作詞：篠原仁志、作曲：柿沼清史
『IN THE SUN, IN THE SHADE』収録曲「月光列車（ムーンライト・ロコモーション）」の歌詞違いバージョン。